# Генінг Володимир Федорович
Генінг Володимир Федорович (рос. Генинг Владимир Фёдорович, *10 травня 1924 р. — †30 жовтня 1993 р.) — радянський археолог, доктор історичних наук (1974 р.), професор (1985 р.), засновник свердловської школи археологів.

## Життєпис
Народився в селі Подсосново Сибірського краю (нині село Алтайського краю, РФ) в селянській сім'ї. Середню школу закінчив 1941 року. В роки Німецько-радянської війни 1941—1945 працював у трудармії на будівництві залізниці. У 1946-48 роках — учитель, одночасно навчався в Пермському державному університеті. У 1948-54 працював у археологічних партіях Уральської експедиції АН СРСР, був на посаді заступника директора Удмуртського республіканського музею в місті Іжевську. У 1955-58 — в аспірантурі Інституту історії, мови та літератури Казанської філії АН СРСР. 1959 року захистив кандидатську, 1974 — докторську дисертацію і переїхав до Києва, де займав посаду заступника директора Інституту археології АН УРСР. Від 1978 очолював створений ним відділ теорії та методики археології, брав участь у багатьох конференціях та симпозіумах, археологічних експедиціях.
Автор близько 200 наукових праць (у тому числі 15 монографій). Серед тем, якими цікавився Генінг, — стародавня історія, історія фінно-угорських племен, інших народів Поволжя та Приуралля, проблема ранніх аріїв, обробка кераміки та реконструкція жіночого вбрання. Найвідоміші праці дослідника: «Этнический процесс в первобытности» (1970), «Очерки по истории советской археологии» (1982), «Структура археологического познания» (1989) та інші.
Помер у місті Києві.

## Праці
- Азелинская культура III—V вв. // Вопросы археологии Урала. 1963. Вып.5; (рос.)
- Этнический процесс в первобытности. Свердловск, 1970; (рос.)
- Программа статистической обработки керамики из археологических раскопок // Сов. археология. 1973. № 1; (рос.)
- Проблема соотношения археологической культуры и этноса // Вопросы этнографии Удмуртии. Ижевск, 1976; (рос.)
- Очерки по истории советской археологии. Киев, 1982; (рос.)
- Этническая история Западного Приуралья на рубеже нашей эры (Пьяноборская эпоха III в. до н.э. — II в. н.э.). М., 1988; (рос.)
- Структура археологического познания (проблемы социально-исторических исследований). Киев, 1989; (рос.)
- Древняя керамика. Киев, 1992; (рос.)
- Синташта: Археологические памятники арийских племен Урало-Казахстанских степей. Ч.1. Челябинск, 1992 (в соавторстве). (рос.)